# Puig d'en Vidal
El Puig d'en Vidal és una muntanya de 103 metres que es troba entre els municipis de la Bisbal d'Empordà i d'Ullastret, a la comarca catalana del Baix Empordà.